# Apófise

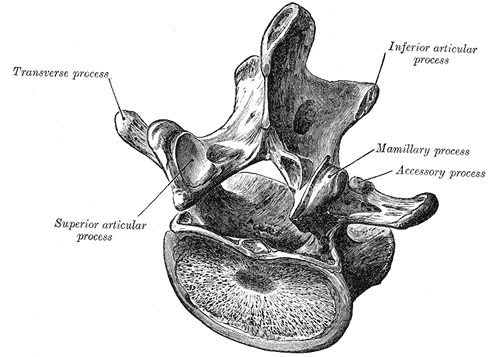
Apófises da vértebra lombar humana.

Apófise (ou tubérculo) é a designação dada às excrescências ou protuberâncias naturais na superfície de ossos, do exoesqueleto de artrópodes e na base da urna de alguns géneros de briófitos. Nos animais a apófises têm a função de fornecer pontos de ancoragem para a musculatura e de suporte para órgãos internos. Nalguns casos serve para facilitar o movimento nas articulações, fornecendo o ponto de inserção aos tendões. Na anatomia humana e dos mamíferos as apófises são frequentemente designadas por tubérculos.
Apófise são os locais de fixação dos tendões nos ossos, onde o formato ósseo é influenciado pelos estímulos de tensão a que esses locais são submetidos.

## Exemplos
- Tubérculo jugular: crânio
- Tubérculo faríngeo: crânio
- Tubérculos lateral e medial: joelho
- Tubérculo maior do úmero: braço